# Метеоритне залізо
Метеоритне залізо — залізо-нікелевий сплав, виявлений у метеоритах, що складається з двох мінеральних фаз: камаситу й теніту. Метеоритне залізо становить більшу частину залізних метеоритів, але наявне також і в інших типах метеоритів.

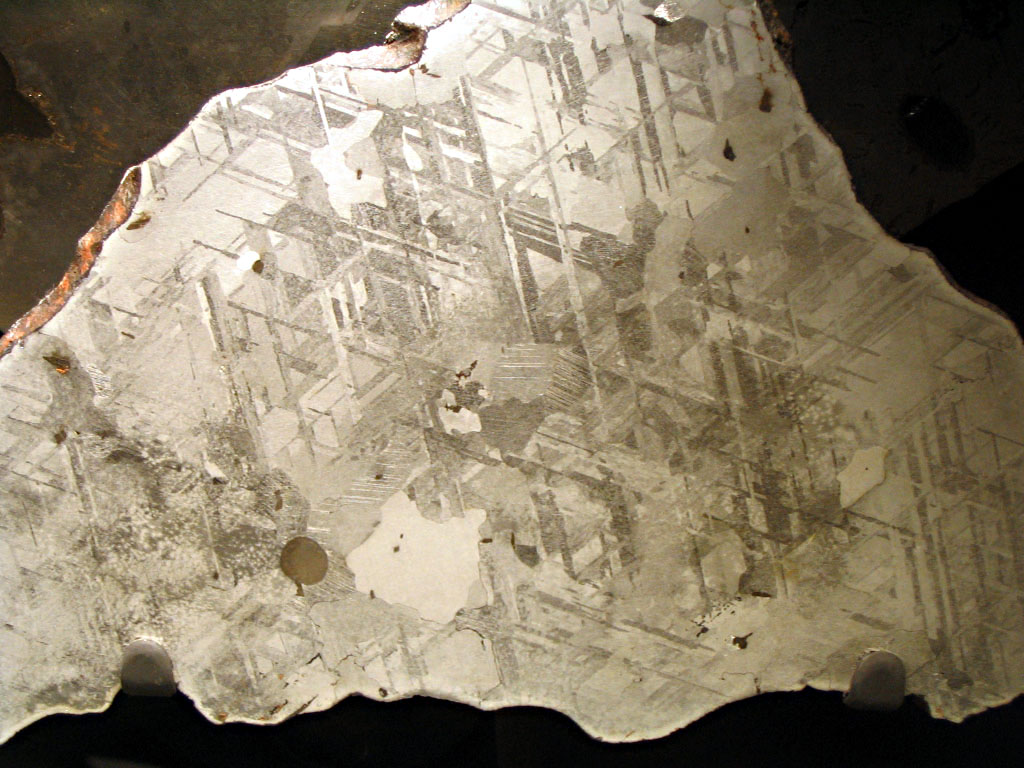
Відманштеттенова структура метеоритного заліза

Структура метеоритного заліза при травленні відполірованого зрізу проявляється у вигляді т. зв.   відманштеттенових фігур : перехресних смужок-балок (камасит), облямованих вузькими блискучими стрічками (теніт); на окремих ділянках спостерігаються багатокутні майданчики-поля. Дрібнозерниста суміш камаситу й теніту утворює плесит (plessite). Метеоритне залізо в метеоритах типу гексаедритів майже повністю складається з камаситу, утворює структуру у вигляді тонких паралельних ліній, названих неймановими (Neumann lines).

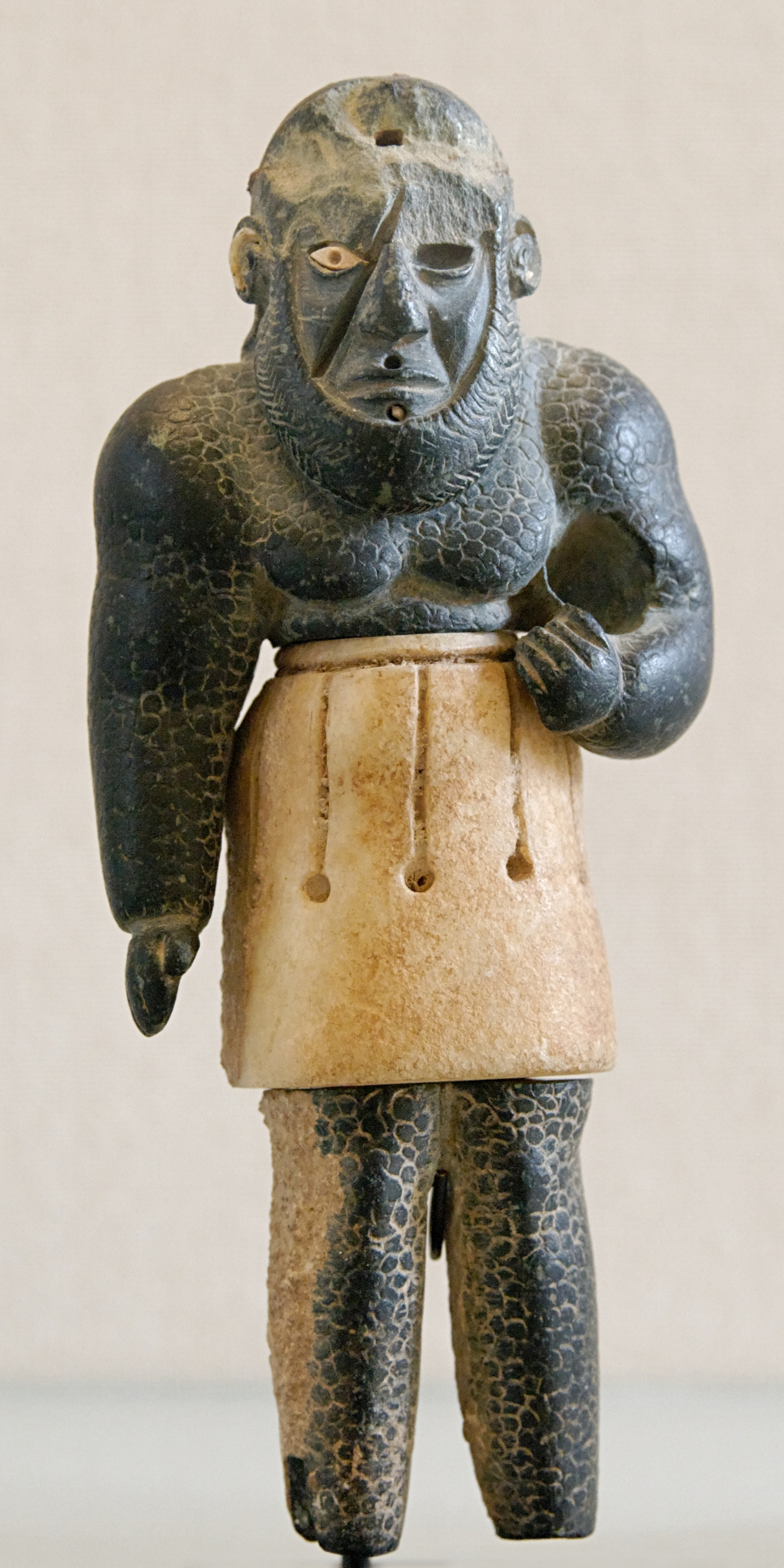
Статуетка з метеоритного заліза. Лувр.

Перш ніж люди оволоділи мистецтвом виплавки заліза з руди, єдиним його джерелом було метеоритне залізо; доведено, що примітивні знаряддя з метеоритного заліза (що за формою практично не відрізнялися від кам'яних) робилися ще в епоху неоліту й бронзи; з нього було виготовлено кинджал, знайдений в  гробниці Тутанхамона і кинджал з шумерського міста Ура (близько 3100 року до н. е.); намиста, виявлені в 1911 році на кладовищі за 70 кілометрів від Каїра (близько 3000 року до н. е.).  Тибетська скульптура також була виготовлена із залізного метеорита.
Відомо, що у давньоримського царя  Нуми Помпілія був залізний щит, виготовлений з «каменю, що впав із неба». Для володаря індійського князівства Джахангіра в 1621 році були викувані із залізного метеорита дві шаблі, кинджал і наконечник піки (за іншими відомостями — ніж). Шабля з метеоритного заліза була подарована імператорові  Олександру I. Згідно з переказами, мечі Тамерлана також мали небесне походження.
Нині метеоритне залізо використовується в ювелірному виробництві, але більша його частина використовується для наукових досліджень.